# Cattedrale della Natività di Gesù (Scutari)

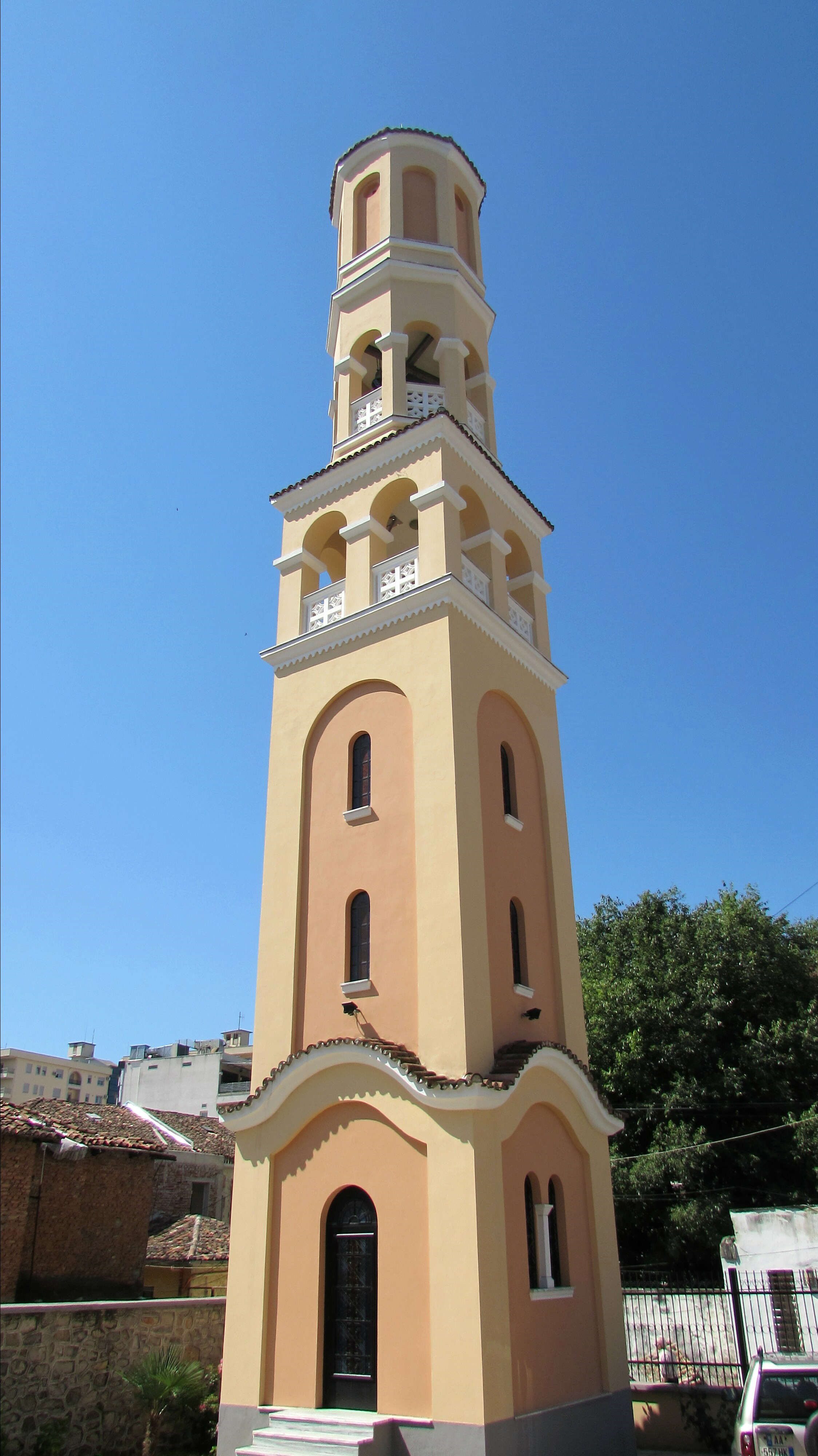
La torre campanaria

La cattedrale della Natività di Gesù, in lingua albanese Katedralja e Lindjës së Krishtit, si trova nella città di Scutari, in Albania. La cattedrale è luogo di culto della chiesa ortodossa albanese e rientra nella giurisdizione ecclesiastica dell'arcidiocesi di Tirana, Durazzo e tutta l'Albania.

## Storia
La cattedrale, completata nel 2000, si trova in Rruga Hasan Riza Pasha, presso il sito dove sorgeva già una chiesa di legno, danneggiata seriamente da un attentato nell'agosto del 1998. L'attuale edificio in pietra è costituito da una grande navata con varie cupole e una torre campanaria separata dal corpo principale. L'edificio è completamente recintato per motivi di sicurezza.